# Kdeaddons
kdeaddons はアドオンやプラグインが含まれる KDE のパッケージである。KDE 4 リリースからは削除され、一部は Extragear に移った。

## アプリケーション一覧
kdeaddons には以下のアプリケーションのプラグインやアドオンが含まれている。
- KAddressBook - 住所録ソフト
- Kate - テキストエディタ
- Kicker - パネル
- KNewsTicker - ニュースティッカー
- Konqueror - ファイルマネージャとウェブブラウザ
- Noatun - メディアプレーヤー

この他にもパッケージには以下のプログラムが含まれている。
- FSView - ファイルサイズを表示するアプリケーション
- KSig - メールの署名を管理するアプリケーション
- jpegorient - JPEG 画像ファイルの方向を変えるコマンド
- lnkforward - Windows の lnk ファイル内の URL を開くコマンド